# Andreas Seyfarth
Andreas Seyfarth (6 novembre 1962) est un auteur de jeux de société, particulièrement célèbre pour avoir créé Puerto Rico, considéré par les spécialistes comme l'un des meilleurs jeux de société modernes et récompensé en 2002 par le premier prix du Deutscher Spiele Preis. Un autre de ses jeux, Manhattan, avait déjà été récompensé par le prestigieux Spiel des Jahres (jeu de l'année allemand) en 1994. En juillet 2006, c'est le Spiel des Jahres qui récompense son nouveau jeu L'Aventure postale, coréalisé avec Karen Seyfarth.

## Ludographie succincte

### seul auteur
- Manhattan, 1994, Hans im Glück / Ludodélire, Spiel des Jahres  1994
- Waldmeister, 1994, Hans im Glück
- Puerto Rico, 2002, Alea / Tilsit, Deutscher Spiele Preis  2002, Essener Feder  2002, Japan Boardgame Prize  joueurs confirmés 2002, Schweizer Spielepreis  stratégie 2002, International Gamers Awards  multi-joueurs 2003, Nederlandse Spellenprijs  2003
- San Juan, 2004, Alea, Japan Boardgame Prize  langue japonaise 2004

### AvecKaren Seyfarth
- L'Aventure postale ou Thurn und Taxis, 2006, Hans im Glück, Spiel des Jahres  2006